# Staurois latopalmatus
Espèce
Synonymes
- Ixalus latopalmatus Boulenger, 1887

Statut de conservation UICN

 LC  : Préoccupation mineure
Staurois latopalmatus est une espèce d'amphibiens de la famille des Ranidae.

## Répartition
Cette espèce est endémique de l'île de Bornéo. Elle se rencontre entre 150 et 1 000 m d'altitude, :
- en Malaisie orientale dans les États du Sarawak et du Sabah ;
- en Indonésie dans le nord du Kalimantan ;
- au Brunei.

## Description
Staurois latopalmatus mesure jusqu'à 50 pour les mâles et jusqu'à 70 mm pour les femelles.

## Publication originale
- Boulenger, 1887 : On new reptiles and batrachians from North Borneo. Annals and Magazine of Natural History, sér. 5, vol. 20, p. 95-97 (texte intégral).